# المقصاص (الحد)

تعديل مصدري - تعديل

المقصاص هي إحدى قرى عزلة الحد بمديرية الحد التابعة لمحافظة لحج، بلغ تعداد سكانها 87 نسمة حسب تعداد اليمن لعام 2004.